# Майнерс, Мэг
Маргарет (Мэг) Майнерс (англ. Margaret (Meg) Miners; род. 23 августа 1944, Солсбери) — южнородезийская пловчиха. Участница летних Олимпийских игр 1960 года. Первая женщина, представлявшая Зимбабве на Олимпийских играх.

## Биография
Мэг Майнерс родилась 23 августа 1944 года в южнородезийском городе Солсбери (сейчас Хараре в Зимбабве).
В 1960 году вошла в состав сборной Южной Родезии на летних Олимпийских играх в Риме. На дистанции 200 метров брассом в квалификации показала 23-й результат — 3 минуты 5,2 секунды, уступив 9 секунд худшей из попавших в финал Доррит Кристенсен из Дании. В эстафете 4х100 метров комплексным плаванием сборная Родезии, за которую также выступали Линетт Купер, Хиллари Уилсон и Дотти Сатклифф, заняла в квалификации последнее, 12-е место с результатом 5.12,9, уступив 18,5 секунды худшей из попавших в финал команде СССР.
Майнерс стала первой женщиной, представлявшей Зимбабве на Олимпийских играх.
В 1961 году выиграла открытый чемпионат ЮАС в плавании на 220 ярдов брассом.